# Trugwaldsänger
Der Trugwaldsänger (Peucedramus taeniatus) ist ein kleiner Singvogel, der zuerst der Familie der Waldsänger (Parulidae) zugeordnet wurde, jedoch nach DNA-Untersuchungen als einziger Vertreter in eine eigene Familie Trugwaldsänger (Peucedramidae) gestellt wurde. Das Verbreitungsgebiet erstreckt sich vom südwestlichen Nordamerika über Mexiko, Guatemala, El Salvador und Honduras bis nach Nicaragua. Die IUCN listet die Art als „nicht gefährdet“ (least Concern).

## Merkmale
Trugwaldsänger erreichen eine Körperlänge von 13 Zentimetern. Die Flügellänge beträgt beim Männchen 6,8 bis 8,1 Zentimeter, beim Weibchen 6,7 bis 7,5 Zentimeter. Adulte männliche Trugwaldsänger der Nominatform haben ein oranges Oberkopf-, Nacken- und Nackenseitengefieder sowie ein oranges Kehl- und oberes Brustgefieder. Die Zügel, der Augenbereich und die Ohrdecken sind schwarz. Die Flügel sind schwärzlich mit oliven Federrändern und zwei breiten weißen Flügelbinden. Das Oberseitengefieder ist grau; das Unterseitengefieder ist schmutzig weiß mit grau verwaschenen Brustseiten und Flanken. Bei den Weibchen der Nominatform sind die Zügel und Ohrdecken gräulich-schwarz und das Oberkopf- und Nackengefieder sowie der obere Mantel ist gelblich olivgrün. Das restliche Kopfgefieder, die Nackenseiten und die Brust sind gelb; das Kehlgefieder etwas blasser gelb.
Männliche Jungvögel der Nominatform haben im ersten Lebensjahr ein stumpferes Gefieder als die erwachsenen Männchen. Die Zügel und Ohrdecken sind stumpf schwärzlich. Das Kronen- und Nackengefieder sowie der obere Mantel ist gelb-oliv und die Nackenseiten und die Brust orangegelb; an der Kehle etwas heller. Die weiblichen Jungvögel im ersten Jahr haben gräuliche Zügel und Ohrdecken. Das Kronen- und Nackengefieder ist gräulich verwaschen gelboliv. Das Oberseitengefieder ist olivgrau.

## Vorkommen, Ernährung und Fortpflanzung
Trugwaldsänger bewohnen Kiefer-Eichen-Wälder und Tannenwälder meist in Höhen von 2500 bis 4000 Metern. Sie sind vorwiegend Standvögel, mit Ausnahme der Unterart Peucedramus t. arizonae: Manche Individuen dieser Unterart ziehen über den Winter von Arizona und New Mexico in die Verbreitungsgebiete im Nordwesten von Mexiko und kehren im frühen April wieder zurück. Die Vögel im Bereich der äußersten Grenze Arizonas zu Mexiko verbleiben vorwiegend in ihren Gebieten, selten wandern sie bis Texas.
Im Winter schließen sich Einzeltiere oder auch kleine Gruppen oft mit Waldsängerarten zu kleinen Schwärmen zusammen. Sie ernähren sich vorwiegend von Insekten, die sie in der mittleren und höheren Vegetation suchen. Dabei wenden sie ein ähnliches Verhalten an wie der Kiefer-Waldsänger (Dendroica pinus) und der Goldkehl-Waldsänger (Dendroica dominica). Oft sind sie wie diese schleichend entlang von Kiefernzweige zu sichten oder untersuchen durch den ähnlichen Aufbau des Schnabels Ritzen und Spalten der Baumrinde.
Die Brutzeit ist von Mai bis Juli. Das kompakte schalenförmige Nest aus Moos, Flechten und Pflanzenwurzeln legen Trugwaldsänger an den äußeren Enden von Ästen von Nadelhölzern in Höhen von 10 bis 23 Metern an. Das Nest wird mit feinen Pflanzen- und Wurzelfasern ausgekleidet. Ein Gelege besteht aus drei bis vier Eiern. Angaben zur Bebrütungs- und Nestlingszeit liegen nicht vor.

## Unterarten und Verbreitung
Es gibt sechs anerkannte Unterarten:
- Peucedramus t. taeniatus (Du Bus de Gisignies, 1847)  – Kommt von Guerrero in Mexiko über Südzentralmexiko bis nach Guatemala vor.
- Peucedramus t. aurantiacus Ridgway, 1896
- Peucedramus t. arizonae Miller & Griscom, 1925 – Verbreitet im südöstlichen Arizona und südwestlichen New Mexico bis in den Nordwesten von Mexiko (Chihuahua, Sinaloa und Durango)
- Peucedramus t. jaliscensis Miller & Griscom, 1925 – Mexiko (Von Jalisco östlich bis Nuevo León und Tamaulipas)
- Peucedramus t. micrus Miller & Griscom, 1925 – Verbreitet von El Salvador und Honduras bis Nicaragua.
- Peucedramus t. giraudi J. T. Zimmer, 1948	– Mexiko (Von Jalisco und Michoacán östlich bis in den Zentralwesten von Veracruz)